# Ochropleura cortica
Ochropleura cortica är en fjärilsart som beskrevs av Köhler 1945. Ochropleura cortica ingår i släktet Ochropleura och familjen nattflyn. Inga underarter finns listade i Catalogue of Life.